# Daniel García Videla
Daniel García Videla was een Chileens militair. Hij nam zowel deel aan de Salpeteroorlog (1879-1884) en de Chileense Burgeroorlog (1891).
Zijn militaire carrière begon in 1848 en duurde tot zijn pensionering in 1894.
Tijdens de burgeroorlog bleef hij loyaal aan president José Manuel Balmaceda en was tijdens de slag bij Placilla met de rang van kolonel een van de bevelhebbers van het regeringsleger.